# Giuseppe Rivabella
Giuseppe Rivabella was een Italiaans schutter die uitkwam op de Olympische Zomerspelen 1896 in Athene.
Rivabella nam deel aan het militair geweer-evenement, dat werd gewonnen door de Griek Pantelis Karasevdas met een score van 2350. De exacte resultaten van Rivabella zijn niet bekend, omdat hij niet tot de beste 13 van de 42 deelnemers behoorde.
Zijn aanwezigheid op de allereerste Moderne Spelen is belangrijk, omdat hij het bewijs is dat Italië deelnam aan deze spelen. Omdat Carlo Airoldi de deelname werd geweigerd wegens vermeende professionaliteit, werd en lange tijd gedacht dat Italië geen afgevaardigden had tijdens de eerste Spelen. Nieuw opgedoken bronnen bevestigen echter de deelname van Rivabella.